# Jodis lactearia
Jodis lactearia là một loài bướm đêm trong họ Geometridae.

## Hình ảnh

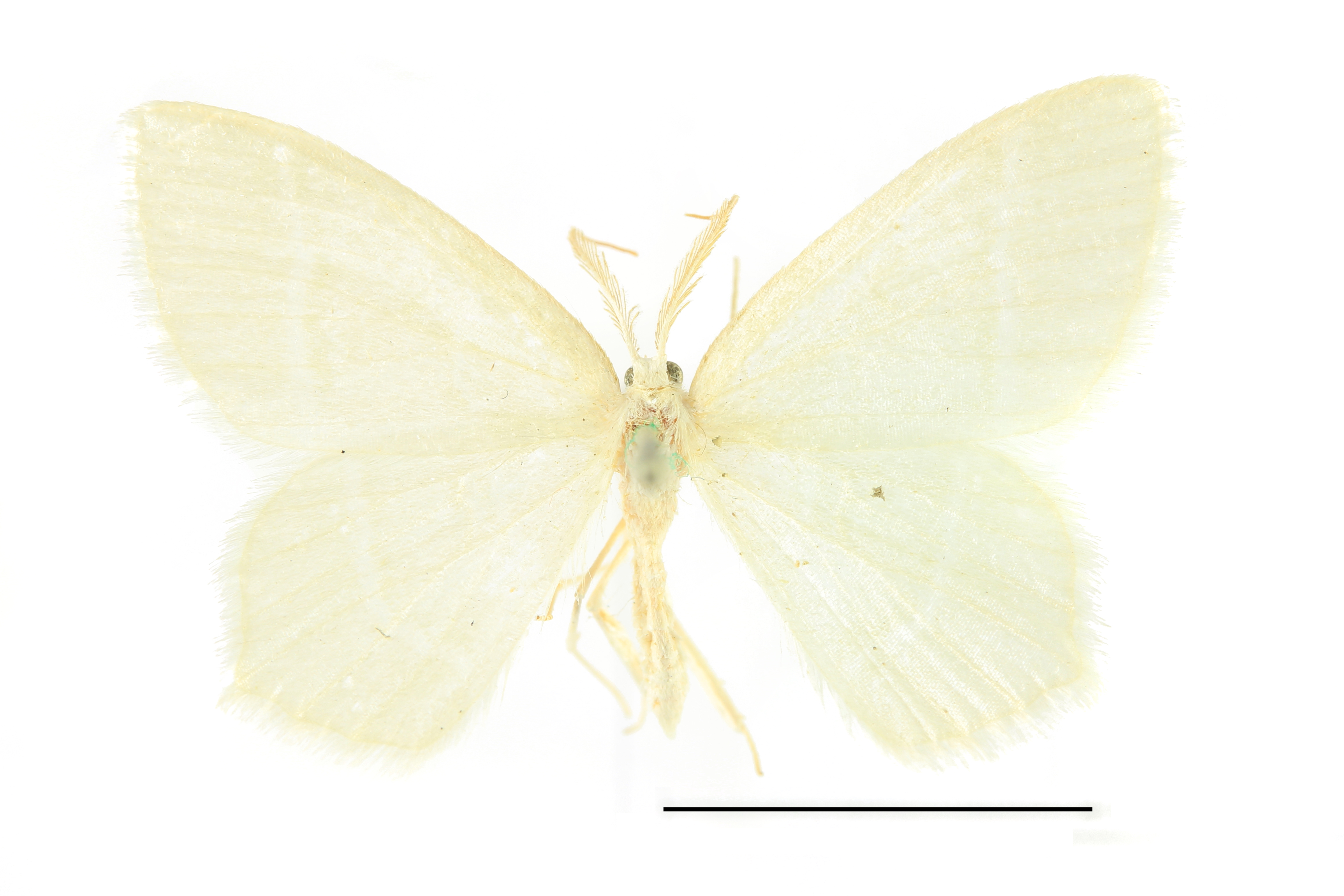
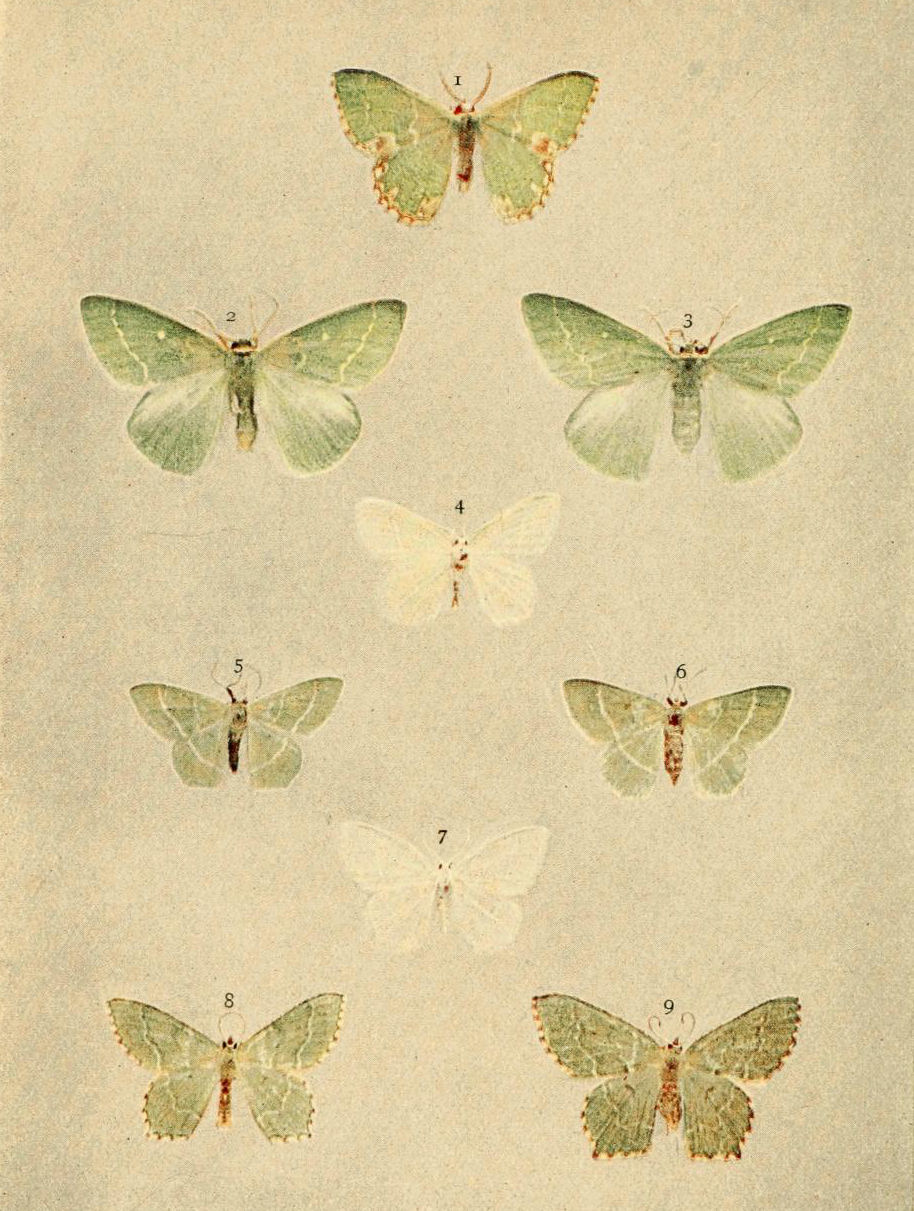
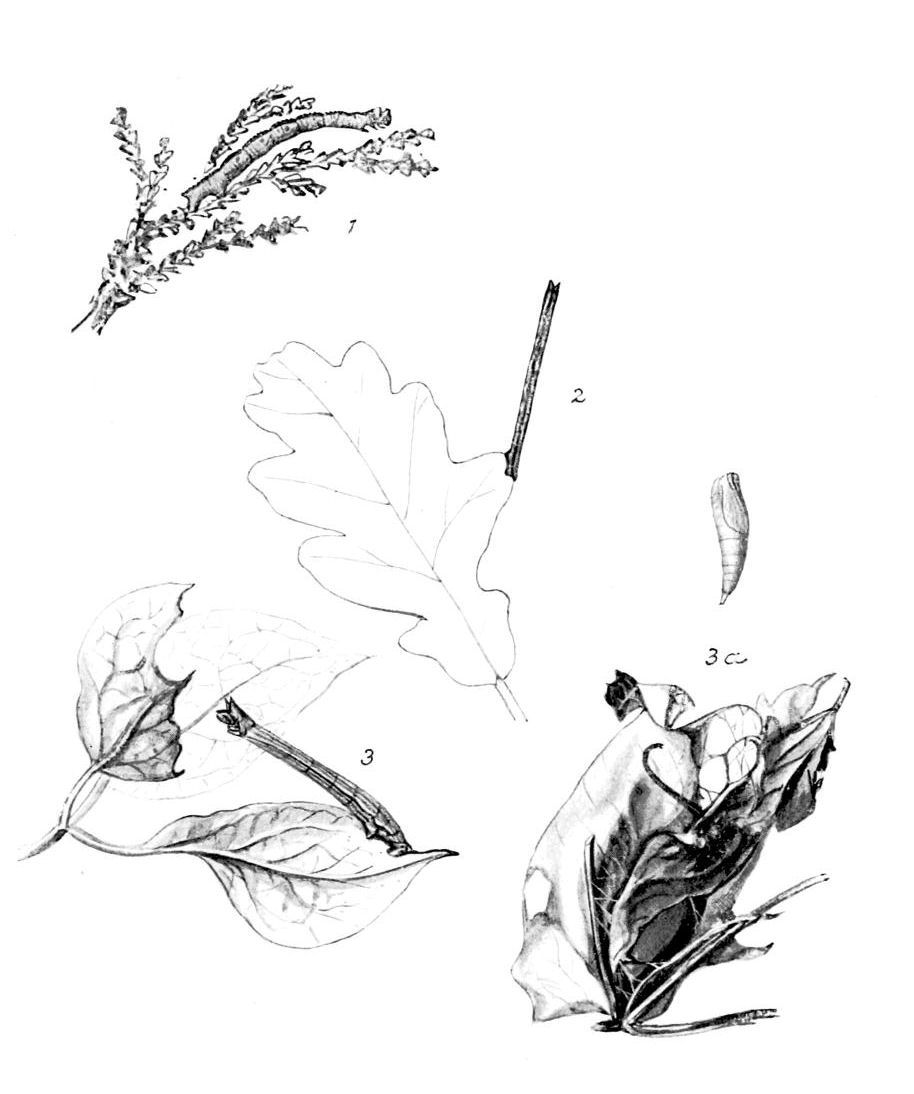